# 四分之3
《四分之3》（英語：On The Road），2019年台灣偶像劇。由侯彥西、林鶴軒、特蕾沙、吳承洋、呂雪鳳、黃湘婷、段可風領銜主演，客家電視台於2019年12月16日首播，KKTV、LINE TV同步跟播。

## 播出時間

### 首播
| 频道       | 所在地 | 首播日期       | 播出時間           | 備註 |
| ---------- | ------ | -------------- | ------------------ | ---- |
| 客家電視台 | 臺灣   | 2019年12月16日 | 每週一、週二 22:00 |      |
| KKTV       | 臺灣   | 2019年12月16日 | 每週一、週二 22:00 |      |
| LINE TV    | 臺灣   | 2019年12月16日 | 每週一、週二 22:00 |      |

## 演員列表

### 主要演員
| 演員   | 角色   | 介紹 |
| 侯彥西 | 曾和宇 | 科技公司工程師／賣菜車二代 九二一地震之後，被壓斷了右腿，跛腳成了他一生的標籤。原在科技公司擔任工程師，因父親逝世回鄉接手父親賣菜車的志業。 |
| 林鶴軒 | 鍾翰文 | 打鐵舖第三代傳人 和宇的童年玩伴兼好友，個性耿直、熱心助人，但不擅長念書，國中畢業後繼承家中的打鐵舖，並在十八歲時奉子成婚。                 |
| 特蕾沙 | 黃玟萱 | 駐地藝術家 個性樂觀開朗，宛如小太陽般，承襲自父親的建築設計才華，在九二一地震中，失去了父親與哥哥，長大後才重回熟悉又陌生的家鄉。           |
| 吳承洋 | 邱寬祥 | 財經專業管理顧問 玟萱交往多年的男朋友。典型的學霸、風雲人物及人生勝利組。高中時，寬祥無視暗戀者眾，主動追求同校的藝術少女玟萱。             |
| 呂雪鳳 | 阿嬌姨 | 美髮廳老闆娘 和宇的媽媽，強勢、堅強、熱心且吃苦耐勞，是丈夫與兒女們最有力的後盾。                                                           |
| 黃湘婷 | 曾晴雨 | 區公所員工 和宇的姊姊，人如其名，情緒好惡分明，看似小惡魔，但內心比誰都成熟，堅持自己的人生自己擔。                                         |
| 韓琳   | 佳惠   | 打鐵鋪老闆娘 鍾翰文青梅竹馬的老婆，和翰文育有兩個小孩，和阿嬌姨一起找晴雨孩子的爸爸。                                                       |

### 其他演員
| 演員   | 角色           | 介紹 |
| 檢場   | 曾泰源         | 賣菜車老闆 和宇的爸爸，個性敦厚，不善言辭，對每個客人的需求總是使命必達，也是兒女的心靈支柱。                  |
| 韓宜邦 | 曾泰源（青年） | |
| 楊佩潔 | 阿嬌姨（青年） | 美髮廳老闆娘 和宇的媽媽，也是四三里的鄰長。 心中最大遺憾，就是兒子和宇的跛腳，為彌補缺憾，使她對和宇過度保護。 |
| 王宥謙 | 曾和宇（童年） | |
| 黃志瑋 |                | |
| 吳政迪 |                | 保全 |
| 溫吉興 |                | |
| 杜以謙 |                | |
| 邱榆琁 |                | |
| 葛璦   |                | |
| 謝昀蓉 | 阿霞           | 阿嬌姨的鄰居 常常來找阿嬌姨閒話家常，偶爾也會幫忙打打雜、跑跑腿。                                              |
| 江柔萱 | 黃玫萱（童年） | |
| 地球   | 小昱爸         | |

## 獎項
| 年度   | 大獎               | 獎項         | 入圍者 | 結果 |
| ------ | ------------------ | ------------ | ------ | ---- |
| 2021年 | 第25屆亞洲電視大獎 | 最佳女配角獎 | 呂雪鳳 | 提名 |